# 新島八重
新島 八重（にいじま やえ〈やゑ〉、弘化2年11月3日（1845年12月1日） - 昭和7年（1932年）6月14日）は、江戸時代末期（幕末）から昭和初期の日本の教育者、茶道家。同志社創立者の新島襄の妻として知られる。旧姓は山本。一部の手紙などでは「八重子」と署名してあることから、史料によっては新島 八重子と書かれる場合もある。勲等は勲六等宝冠章。皇族以外の女性としてはじめて政府より受勲した人物である。

## 生涯

### 会津時代
弘化2年（1845年）、会津藩の砲術師範（禄高は22石4人扶持）であった山本権八・佐久夫妻の子として誕生する。慶応元年（1865年）、但馬出石藩出身で藩校日新館の教授を務めていた川崎尚之助と結婚。慶応4年/明治元年（1868年）に会津戦争が始まると、鉄砲を主力に戦うべきと考え、刀や薙刀で戦うとした婦女隊には参加せず、断髪・男装して家芸であった砲術をもって奉仕し、鶴ケ城籠城戦では自らもスペンサー銃と刀を持って奮戦した。会津藩にはスペンサー銃は八重が所持する1挺しかなく、スペンサー銃専用の銃弾の備蓄はなかった。八重は自らが入城時に持ち込んだスペンサー銃専用の銃弾100発のみで戦った。八重は優秀な射手であり、薩摩藩二番砲兵隊長だった大山厳を狙撃して戦線離脱の重傷を負わせたと言われている。敗戦後、捕虜となった夫と生き別れる。なお、かつては会津籠城戦前に離婚したとされていたが、実際に離婚手続きが取られたのは明治4年（1871年）旧暦12月のことである。
明治3年（1870年）、夫・尚之助に教えを受けた米沢藩士・内藤新一郎の世話で、1年ほどを米沢で過す。

### 京都時代
明治4年（1871年）、京都府顧問となっていた実兄・山本覚馬を頼って上洛する。翌年、兄の推薦により京都女紅場（後の府立第一高女）の権舎長・教道試補となる。この女紅場に茶道教授として勤務していたのが裏千家13代千宗室（円能斎）の母で、これがきっかけで茶道に親しむようになる。兄の著書の出版支援も行っていた。
兄の元に出入りしていたアメリカン・ボードの準宣教師・新島襄と知り合い、明治8年（1875年）10月に婚約する。当時、新島のキリスト教主義学校建設を阻止しようと町の僧侶・神官たちが連日のように抗議集会を開き、京都府知事・文部省に嘆願書を提出するなどし圧力をかけていたため、京都府は婚約直後に八重を女紅場から解雇した。

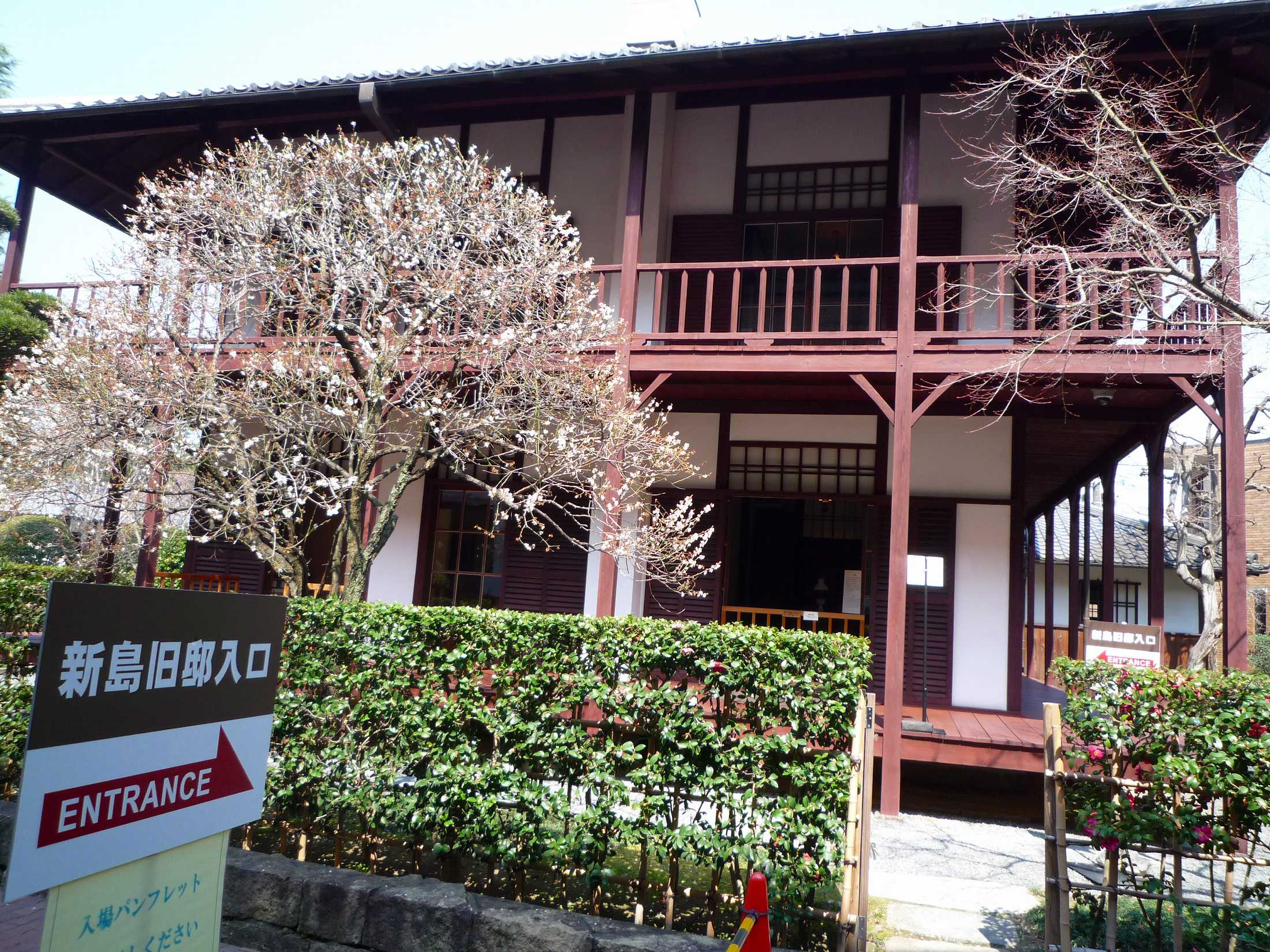
新島旧邸（京都市上京区）

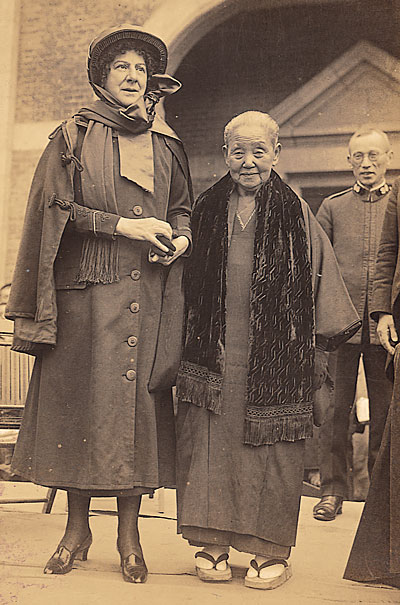
新島八重（右）とエヴァンジェリン・ブース（左/当時救世軍中将・アメリカ軍国司令官、ウィリアム・ブースの娘で、のち救世軍第4代大将）。右後方に同志社出身の山室軍平（救世軍中将・日本軍国司令官）がいる（昭和4年（1929年）11月撮影）

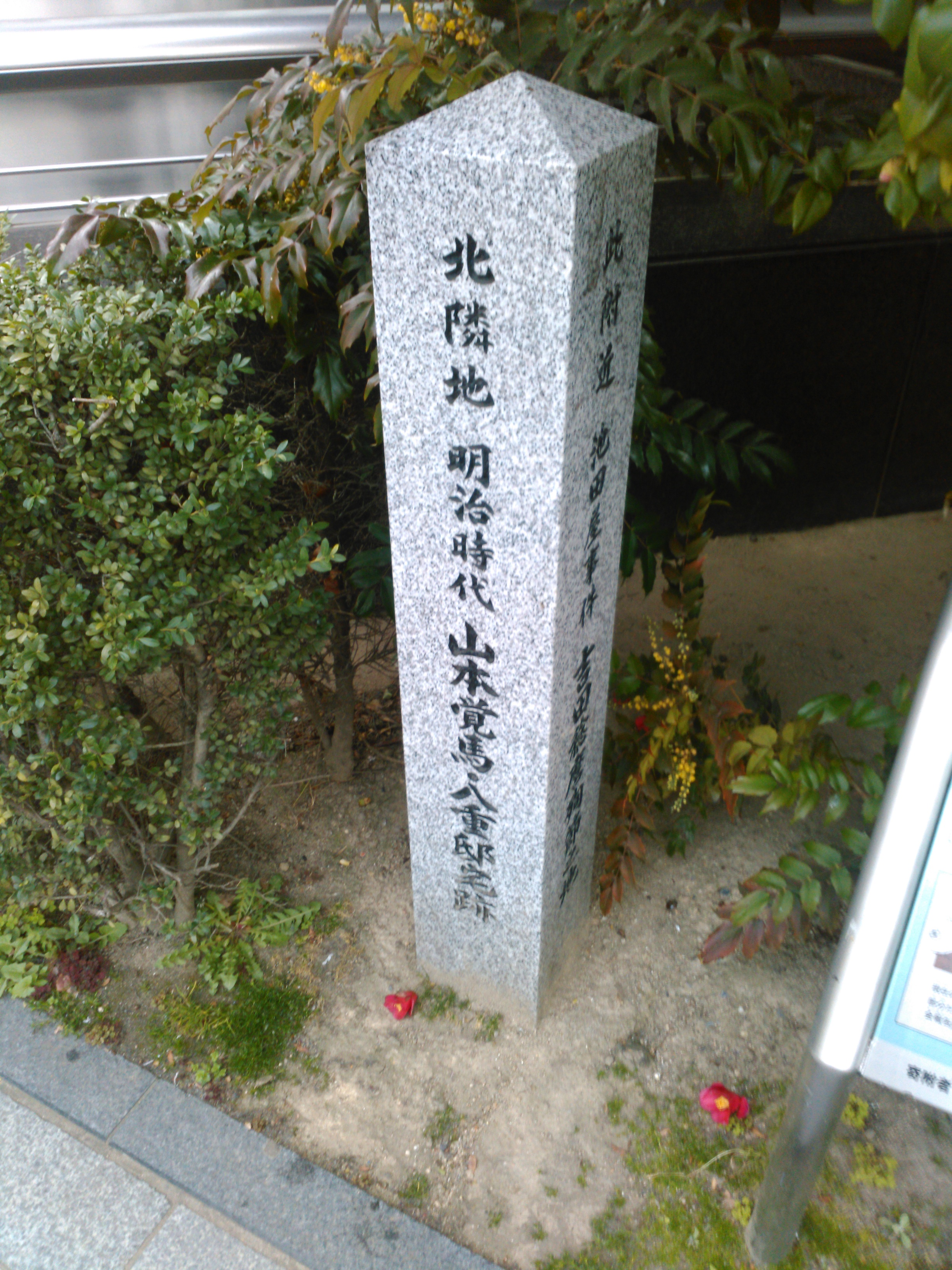
山本覚馬・八重邸宅跡石碑（京都市中京区）

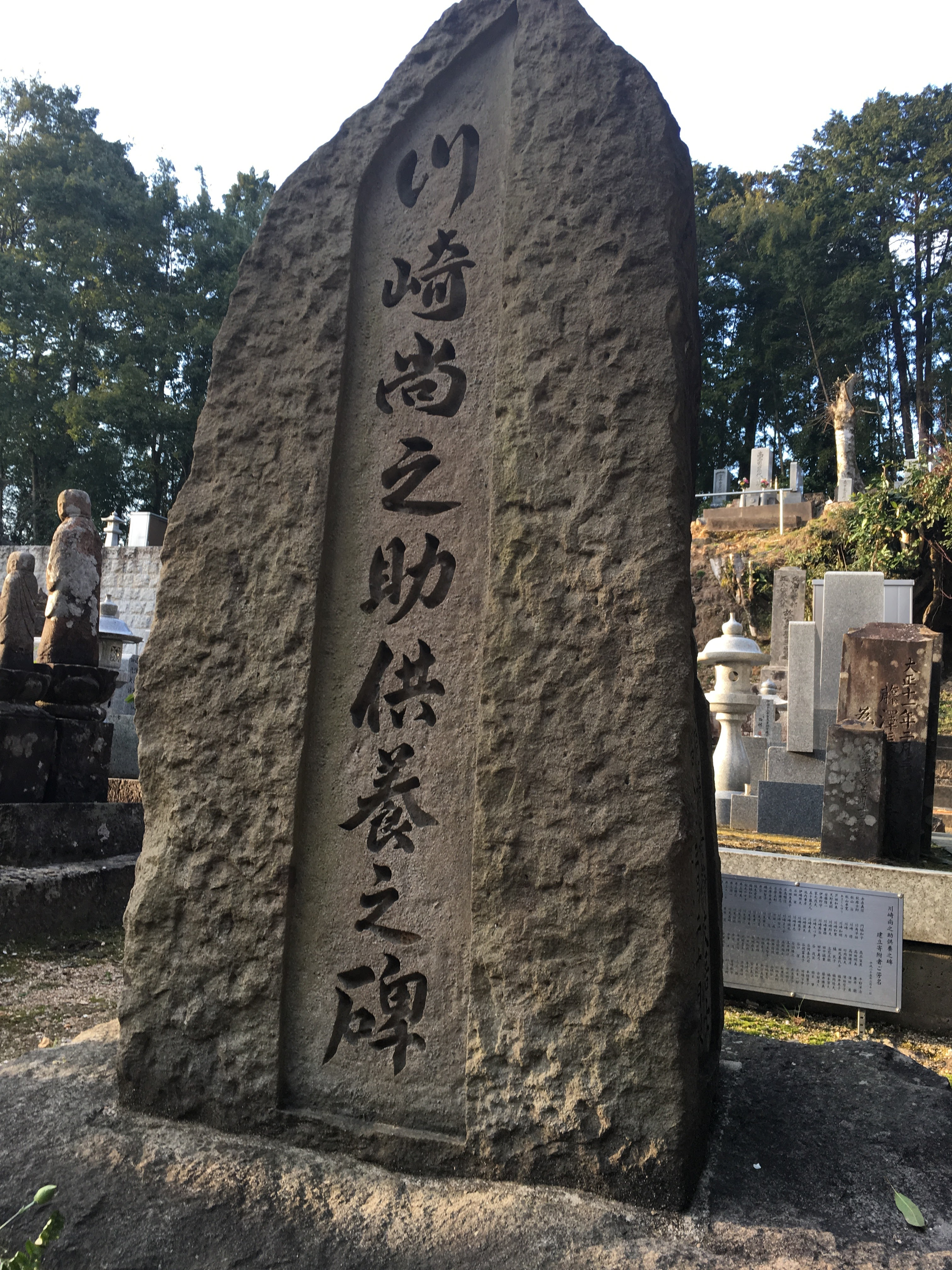
（八重の前夫）川崎尚之助の墓（兵庫県豊岡市出石町）

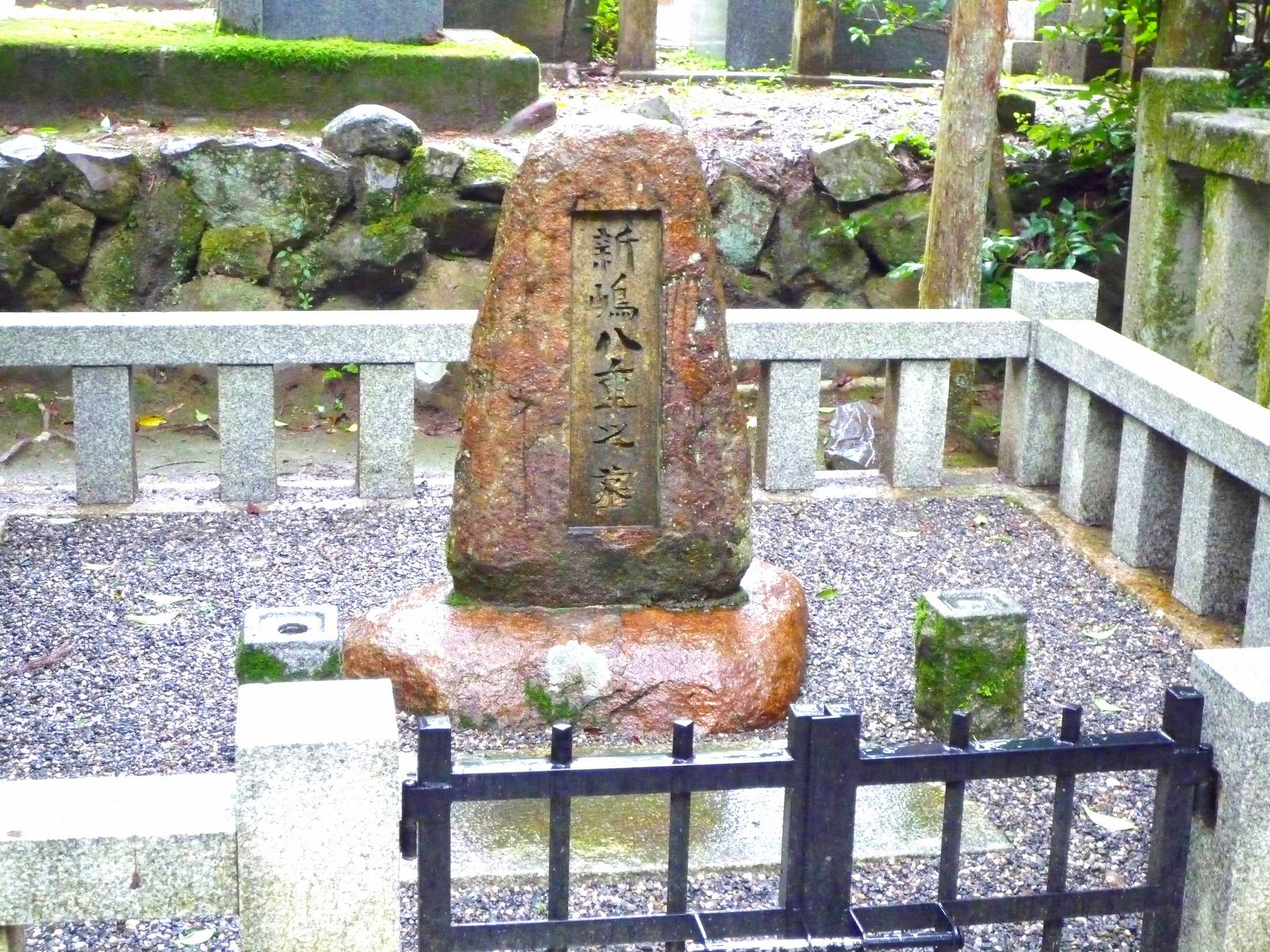
新島八重の墓（京都市左京区）

明治9年（1876年）1月3日にアメリカン・ボードの宣教師ジェローム・デイヴィスの司式により再婚した。
女紅場に勤務していたときの経験を生かし、同志社の運営に助言を与えた。欧米流のレディーファーストが身に付いていた襄と、男勝りの性格だった八重は似合いの夫婦であったという。しかし夫をかしずかせ、車にも夫より先に乗る姿を見た当時同志社の学生だった徳富蘇峰は彼女に鵺というあだ名をつけ世間からは「悪妻」と評された。
しかし夫婦仲はとても良く、夫の襄はこの時期にアメリカの友人への手紙で「彼女の生き方はハンサムなのです。」と書いている。
明治9年（1876年）11月より、アメリカン・ボードの宣教師アリス・スタークウェザーと共に旧柳原邸に同志社女学校（後の、同志社女子大学）を開設した。
明治21年（1888年）5月、襄は彼のよき理解者であり、協力者であった奈良県吉野の山林事業家で自由民権運動の主導者・板垣退助の財政的後ろ盾でもあった土倉庄三郎に「小生ノ病症は早ヤ心臓病ニ相違無之、早晩小生ハ此之病之為ニ斃るへきハ覚悟せねばならさる由｣（原文ママ）などと書簡で縷々述べ、自分亡き後の学校のこと、八重の生活のことについて協力を求めている。明治23年（1890年）1月23日、襄は病気のため急逝した。
襄の死後の八重は、襄の門人たちと性格的にそりが合わず、同志社とは次第に疎遠になっていったという。ただし、襄の臨終に八重とともに立ち会った徳富蘇峰は、八重に「私は同志社以来、貴女に対してはまことに済まなかった。しかし新島先生が既に逝かれたからには、今後貴女を先生の形見として取り扱ひますから、貴女もその心持を以て、私につきあつて下さい」と述べ、八重が亡くなるまでその言葉通りの交際をした。蘇峰によれば晩年の八重は蘇峰を頼りとし、何度となく相談をしたという。

### 襄の死後
襄の死から間もない明治23年（1890年）4月26日、八重は日本赤十字社の正社員となり、明治27年（1894年）の日清戦争では、広島の陸軍予備病院で4か月間篤志看護婦として従軍。
40人の看護婦の取締役として、怪我人の看護だけでなく、看護婦の地位の向上にも努めた。明治29年（1896年）、その時の功績が認められ、勲七等宝冠章が授与された。
日露戦争当時の赤十字看護婦の中に八重の写真がある。その後、篤志看護婦人会の看護学修業証を得て看護学校の助教を務め、明治37年（1904年）の日露戦争時には、大阪の陸軍予備病院で2か月間篤志看護婦として従軍し、その功績によって勲六等宝冠章が授与された。
明治40年（1907年）11月に新島旧邸を同志社に寄付する。

### 晩年
八重は多くの功績により昭和3年（1928年）、昭和天皇の即位大礼の際に銀杯を下賜されたが、その4年後、寺町丸太町上ルの自邸（現・新島旧邸）にて死去。86歳没。葬儀は徳富蘇峰の協力により「同志社社葬」として執り行われ4,000人もの参列者があった。
墓所は、京都市左京区鹿ケ谷若王子山町の京都市営若王子墓地内同志社墓地で、襄の墓の隣にある。八重の遺言により、墓碑銘は蘇峰が筆を執った。

## 人物
- 生い立ち、生涯より、「幕末のジャンヌ・ダルク」、「会津の巴御前」、「元祖ハンサム・ウーマン」、「日本のナイチンゲール」などと称されている。
- 明治27年（1894年）、女紅場時代に知りあった千宗室（円能斎）に入門し、円能斎直門の茶道家として茶道教授の資格を取得。茶名「新島宗竹」を授かり、京都に女性向けの茶道教室を開いて自活し、裏千家流を広めることに貢献した。
- 女紅場の講師に華道池坊の42世家元・池坊専正がおり、明治29年（1896年）に専正から「池坊入門」の免状と席札[19]が交付されていることから、華道の心得も習得していたことが伺われる。

## 子女
二人の夫との間には実子はいない。
襄の死後、新島家を継いだ養子・公義とは疎遠であったという。他にも養子を3人迎えているが、その気難しさからなかなか上手くいかなかった。まず、明治29年（1896年）に米沢藩士・山口源之助の娘・サダを養女としたが、2年で離縁。明治33年（1900年）には米沢藩士・甘糟三郎の娘・初（実の両親は、甘糟鷲郎と手代木勝任の娘・中枝）を養女とした。明治35年（1902年）には大塚小一郎を養子としたが、3か月で離縁している。
初（初子）は、明治34年（1901年）5月に同志社校長代理を務めた広津友信と中村栄助の媒酌で結婚し、4男2女を儲けた。同志社を辞任していた広津は9月に六高の英語教師となって岡山に赴任し、大正9年（1920年）まで寮務課長や生徒監を兼務した。同年に新設された山形高に教授兼生徒監として招かれたが、翌年に定年退官した。その後、留岡幸助に招聘され、昭和2年（1927年）から7年（1932年）まで巣鴨家庭学校の幹事を務めている。
初子との交流は続き、岡山と巣鴨へ度々訪問した。最晩年の病床でも、広津家の家族が看病している。義理の孫となる広津家の子供達のうちの一人で、特に優秀な新島襄次に跡を継がせようとしたが、大正14年（1925年）6月に23歳で早世した。

## 叙勲
- 勲七等宝冠章[17]
- 勲六等宝冠章[1]

## 書
- 『美徳以為飾』（日本語訳：「美徳を以って飾りと為す」） 福島県立葵高等学校 蔵[21]

## 関連作品
小説
- 福本武久「小説・新島八重」シリーズ
  - 『会津おんな戦記』筑摩書房、1978年 ISBN 4480802304
  - 『新島襄とその妻』新潮社、1978年 ISBN 4103487011
  - 『勇婦(ハンサムウーマン)、最後の祈り』筑摩書房、2012年 ISBN 978-4480804457
- 早乙女貢『明治の兄妹』新人物往来社、1990年 ISBN 978-4404017932
- 中村彰彦『残す月影』小説新潮1995年9月号 (短編集『修理さま 雪は』所収、中央公論新社、2005年 ISBN 4122045797)
- 藤本ひとみ
  - 『幕末銃姫伝』中央公論新社、2010年 ISBN 978-4120041259
  - 『維新銃姫伝』中央公論新社、2012年 ISBN 978-4120044434
  - 『新島八重物語 ―幕末・維新の銃姫―』講談社青い鳥文庫歴史発見!ドラマシリーズ、2012年 ISBN 9784062853262
- 蜂谷涼『月影の道 ―小説・新島八重』文藝春秋文春文庫、2012年 ISBN 978-4167760045
- 国松俊英『新島八重 会津と京都に咲いた大輪の花』岩崎書店フォア文庫、2012年 ISBN 978-4265064632
- 楠木誠一郎『新島八重 維新の桜』ポプラ社ポプラポケット文庫、2012年 ISBN 978-4591131404
- 山本むつみ作・五十嵐佳子ノベライズ『八重の桜』NHK出版、2012年 既刊3巻　ISBN 4140056258 - 大河ドラマ八重の桜のノベライズ。
- 白石まみ『新島八重 激動の時代をまっすぐに生きた女性の物語』学研教育出版、2012年 ISBN 978-4052036927
- 藤咲あゆな『新島八重ものがたり ―桜舞う風のように―』集英社みらい文庫、2013年 ISBN 978-4083211348

漫画
- 松尾しより
  - 『清らにたかく ～ハンサム・ガール～』双葉社ジュールコミックス、2012年　全2巻　ISBN 978-4-575-33491-3
  - 『八重 ～会津の花～ 』秋田書店A.L.C.・DX、2013年 ISBN 978-4-253-15554-0
- 藤井みつる『ハンサム・レディ ―新島八重物語―』大都社ダイトコミックス、2012年 ISBN 978-4886539892
- 江崎ころすけ『八重子らんしょ！』小池書院、2012年 ISBN 978-4862258649
- 柊ゆたか・三上修平シナリオ・本井康博監修解説『学習漫画 世界の伝記NEXT　新島八重』集英社、2012年　ISBN 978-4-08-240059-0
- 大河ドラマ『八重の桜』コミカライズ（山本むつみ原案）
  - 竹村洋平『八重の桜』集英社ジャンプコミックス、2013年 全3巻 ISBN 978-4-08-870674-0
  - 梨月詩『八重の桜』小学館Cheeseフラワーコミックス、2013年　全3巻 ISBN 978-4-09-135289-7
  - 久木ゆづる『凛々と咲く -八重の桜-』角川書店、2013年　全2巻 ISBN 978-4041207253
- ていお亭ていお・会津佐吉監修 『山本さんちのガン・ガール』双葉社、2016年　ISBN 978-4-575-94475-4
- そにしけんじ『ねこねこ日本史』6巻、実業之日本社、2019年　ISBN 978-4-408-41526-0

テレビドラマ
新島八重が主人公のテレビドラマ
- 朝日放送創立35周年ドラマスペシャル 女のたたかい 会津そして京都（1985年11月1日、朝日放送・俳優座映画放送、演：栗原小巻） - 『新島襄とその妻』が原作
- 八重の桜（2013年、大河ドラマ、NHK、演：綾瀬はるか）

新島八重が登場するテレビドラマ
- 白虎隊（1986年12月30日・31日、日本テレビ、演：田中好子）
- 白虎隊（2007年1月6日・7日、テレビ朝日、演：中越典子）

歴史バラエティ(再現ドラマ)
- 日本史サスペンス劇場 (2009年3月11日 日本テレビ、演:大島美幸)

テレビアニメ
- ねこねこ日本史（2019年9月18日、Eテレ、声：小林ゆう）

ゲーム
- 英傑大戦（2024年、セガ フェイブ、声：大和田仁美）

舞台
- 朗読劇「今日、ここのへに咲く。」再演（2019年2月1～3日 演：高野愛・田中怜子、作・演出：鈴城千尋）

ご当地キャラクター
- 八重たん（福島県観光交流課、株式会社山川印刷所「八重をもっと知り隊」） - 福島県がNHK『八重の桜』PRのために八重をマスコット化したゆるキャラ[22]。ドラマ放送終了後も、引き続き福島県のPRキャラクターとして活動している。
- 萌えの桜 - 山本八重（声：佐倉綾音）としてキャラクターに起用されている。会津若松市の合同会社アレックが『八重の桜』を契機に企画したご当地萌えキャラグッズ群。荒井チェリーによるイラストが起用されている。
- さくら八重 - 花春酒造が八重をイメージして製作した"萌酒"。萌えの桜と同じく荒井チェリーによるイラスト。

## テレビ番組
- 歴史秘話ヒストリア 明治 悪妻伝説 初代“ハンサムウーマン”新島八重の生涯（2009年4月22日、NHK）[23]